# Vingt-quatrième district congressionnel de Californie
Le 24e district congressionnel de Californie est un district de l'État de Californie. Le district est actuellement représenté par le Démocrate Salud Carbajal. Il contient tout le Comté de Santa Barbara, la majeure partie du Comté de San Luis Obispo et une partie du Comté de Ventura. Les villes du district comprennent Santa Barbara, Ventura, San Luis Obispo, Santa Maria et Ojai.
Avant le redécoupage en 2011, le district couvrait les parties intérieures des comtés de Ventura et de Santa Barbara, ainsi qu'une partie peu peuplée de la côte du Comté de Ventura. Le redécoupage de 2021 a supprimé la partie nord du Comté de San Luis Obispo et ajouté les villes d'Ojai et Ventura.

## Géographie
| #   | Comté           | Siège           | Population |
| --- | --------------- | --------------- | ---------- |
| 79  | San Luis Obispo | San Luis Obispo | 281 639    |
| 83  | Santa Barbara   | Santa Barbara   | 441 257    |
| 111 | Ventura         | Ventura         | 829 590    |

Depuis le redécoupage de 2020, le 24e district congressionnel de Californie est situé à l'extrémité sud de la côte centrale. Il englobe le Comté de Santa Barbara, la majeure partie du Comté de San Luis Obispo et une partie du Comté de Ventura. Le district comprend également six des îles anglo-normandes.
Le Comté de San Luis Obispo est divisé entre ce district et le 19e district. Ils sont séparés par l'autoroute 1, Cayucos Creek Rd, Thunder Canyon Rd, Old Creek Rd, Santa Rita Rd, Tara Creek, Fuentes Rd, Highway 41, San Miguel Rd, Palo Verde Rd, Old Morro Rd, Los Osos Rd, San Rafael Rd, Atascadero Ave, San Antonio Rd, N Santa Margarita Rd, Santa Clara Rd, Rocky Canyon Truck Trail, Autoroute 229, Lion Ridge Rd, O'Donovan Rd, Autoroute 58, Calf Canyon Highway, La Panza Rd, Upton Canyon Rd, Camatta Creek Rd, San Juan Creek et Bitterwater Rd. Le 24e district comprend les villes de San Luis Obispo, Arroyo Grande, Morro Bay et Grover Beach, ainsi que les lieux désignés par le recensement Nipomo et Los Osos.
Le Comté de Ventura est divisé entre ce district et le 26e district. Ils sont divisés par l'autoroute 150, le parc national de Los Padres, l'autoroute 33, Cozy del, Cozy Ojai Rd, Shelf Road Trail, Gridley Rd, Grand Ave, Thatcher Creek, Boardman Rd, Sulphur Mountain Rd, Cahada Larga Rd, Highway 33, Shell Rd E, Manuel Canyon Rd, Aliso St, Willoughby Rd, Aliso Canyon Rd, Foothill Rd, N Wells Rd, Highway 126, Highway 118, Brown Barranca, Montgomery Ave, Telephone Rd, Ramelin Ave, Harmon Barranca, Johnson Dr, S Victoria Ave, Highway 101, E Harbor Blvd et Olivias Park Dr. Le 24e district englobe la ville de Ventura.

### Villes et Census-designated places de 10 000 personnes ou plus
- Ventura - 110,763
- Santa Maria - 109,711
- Santa Barbara - 88,665
- San Luis Obispo - 47 063
- Lompoc - 44,444
- Goleta - 32 690
- Orcutt - 32 034
- Eastern Goleta Valley - 28 656
- Nipomo - 18 716
- Arroyo Grande - 18,441
- Isla Vista - 15 500
- Los Osos - 14 465
- Carpinteria - 13,264
- Grover Beach - 12 701
- Morro Bay - 10,757

### Villes de 2500 à 10 000 personnes
- University of California-Santa Barbara - 9710
- Montecito - 8638
- California Polytechnic State University - 8583
- Pismo Beach - 8072
- Guadalupe - 8057
- Ojai - 7637
- Vandenberg Village - 7308
- Oceano - 7183
- Mira Monte - 6618
- Oak View - 6215
- Solvang - 6126
- Buellton - 5161
- Santa Ynez - 4505
- Meiners Oaks - 3911
- Mission Hills - 3571
- Vanderberg SBG - 3559
- Mission Canyon - 2540
- Cayucos - 2505

## Historique de vote
| Année | Poste      | Résultats                      |
| ----- | ---------- | ------------------------------ |
| 1992  | Président  | Clinton 48,0 % - 30,0 %        |
| 1992  | Sénateur   | Boxer 50,0 % - 43,0 %          |
| 1992  | Sénateur   | Feinstein 57,0 % - 37,0 %      |
| 2000  | Président  | Gore 57,0 % - 38,0 %           |
| 2000  | Sénateur   | Feinstein 59,0 - 35,0 %        |
| 2002  | Gouverneur | Simon 52,0 % - 39,0 %          |
| 2003  | Rappel,    | Oui 67,0 % - 33,0 %            |
| 2003  | Rappel,    | Schwarzenegger 55,0 % - 20,0 % |
| 2004  | Président  | Bush 56,0 % - 43,0 %           |
| 2004  | Sénateur   | Jones 48,0 - 47,0 %            |
| 2006  | Gouverneur | Schwarzenegger 66,0 % - 30,0 % |
| 2006  | Sénateur   | Feinstein 49,0 % - 46,0 %      |
| 2008  | Président  | Obama 52,0 % - 46,0 %          |
| 2010  | Gouverneur | Whitman 54,0 % - 41,0 %        |
| 2010  | Sénateur   | Fiorina 55,0 % - 40,0 %        |
| 2012  | Président  | Obama 54,0 % - 43,0%           |
| 2012  | Sénateur   | Feinstein 56,0 % - 44,0 %      |
| 2014  | Gouverneur | Brown 57,0 % - 43,0 %          |
| 2016  | Président  | Clinton 57,0 % - 37,0 %        |
| 2016  | Sénateur   | Harris 62,0 % - 38,0 %         |
| 2018  | Gouverneur | Newsom 57,0 % - 43,0 %         |
| 2018  | Sénateur   | Feinstein 53,0 % - 47,0 %      |
| 2020  | Président  | Biden 61,0 % - 37,0 %          |
| 2021  | Rappel     | Non 57,7 % - 42,3 %            |
| 2022  | Gouverneur | Newsom 58,5 % - 41,2 %         |
| 2022  | Sénateur   | Padilla 60,8 % - 39,2 %        |

## Liste des Représentants du district
| Membre                          | Parti       | Années                              | Congrès     | Histoire électorale | Zone géographique                                                   |
| ------------------------------- | ----------- | ----------------------------------- | ----------- | --- | ------------------------------------------------------------------- |
| District créé le 3 janvier 1953 |             |                                     |             | |                                                                     |
| Norris Poulson                  | Républicain | 3 janvier 1953 - 11 juin 1953       | 83e         | Redécoupage depuis le 13e district et réélu en 1952. Démissionne pour devenir Maire de Los Angeles.                                                                    | 1953–1963 Los Angeles                                               |
| Vacant                          | Vacant      | 11 juin 1953 - 10 novembre 1953     | 83e         | | 1953–1963 Los Angeles                                               |
| Glenard P. Lipscomb (en)        | Républicain | 10 novembre 1953 - 1er février 1970 | 83e - 91e   | Élu pour terminer le mandat de Poulson. Réélu en 1954. Réélu en 1956. Réélu en 1958. Réélu en 1960. Réélu en 1962. Réélu en 1964. Réélu en 1966. Réélu en 1968. Décès. | 1953–1963 Los Angeles                                               |
| Glenard P. Lipscomb (en)        | Républicain | 10 novembre 1953 - 1er février 1970 | 83e - 91e   | Élu pour terminer le mandat de Poulson. Réélu en 1954. Réélu en 1956. Réélu en 1958. Réélu en 1960. Réélu en 1962. Réélu en 1964. Réélu en 1966. Réélu en 1968. Décès. | 1967–1973 Los Angeles, San Bernardino (Partie Sud-Ouest)            |
| Vacant                          | Vacant      | 1er février 1970 - 30 juin 1970     | 91e         | |                                                                     |
| John H. Rousselot (en)          | Républicain | 30 juin 1970 - 3 janvier 1975       | 91e - 93e   | Élu pour terminer le mandat de Lipscomb. Réélu en 1970. Réélu en 1972. Redécoupage vers le 26e district.                                                               |                                                                     |
| John H. Rousselot (en)          | Républicain | 30 juin 1970 - 3 janvier 1975       | 91e - 93e   | Élu pour terminer le mandat de Lipscomb. Réélu en 1970. Réélu en 1972. Redécoupage vers le 26e district.                                                               | 1973–1983 Los Angeles                                               |
| Henry Waxman (en)               | Démocrate   | 3 janvier 1975 - 3 janvier 1993     | 94e - 102e  | Élu en 1974. Réélu en 1976. Réélu en 1978. Réélu en 1980. Réélu en 1982. Réélu en 1984. Réélu en 1986. Réélu en 1988. Réélu en 1990. Redécoupage vers le 29e district. |                                                                     |
| Henry Waxman (en)               | Démocrate   | 3 janvier 1975 - 3 janvier 1993     | 94e - 102e  | Élu en 1974. Réélu en 1976. Réélu en 1978. Réélu en 1980. Réélu en 1982. Réélu en 1984. Réélu en 1986. Réélu en 1988. Réélu en 1990. Redécoupage vers le 29e district. | 1983–1993 Centre de Nord de Los Angeles (Hollywood)                 |
| Anthony C. Beilenson (en)       | Démocrate   | 3 janvier 1993 - 3 janvier 1997     | 103e , 104e | Redécoupage vers le 23e district et réélu en 1992. Réélu en 1994. Retrait.                                                                                             | 1993–2003 Los Angeles (Partie Sud-Ouest), Ventura (Thousand Oaks)   |
| Brad Sherman                    | Démocrate   | 3 janvier 1997 - 3 janvier 2003     | 105e - 107e | Élu en 1996. Réélu en 1998. Réélu en 2000. Redécoupage vers le 27e district.                                                                                           | 1993–2003 Los Angeles (Partie Sud-Ouest), Ventura (Thousand Oaks)   |
| Elton Gallegly (en)             | Républicain | 3 janvier 2003 - 3 janvier 2003     | 108e - 112e | Redécoupage vers le 23e district et réélu en 2002. Réélu en 2004. Réélu en 2006. Réélu en 2008. Réélu en 2010. Retrait.                                                | 2003–2013 Santa Barbara (Partie Intérieure ), Ventura (en majorité) |
| Lois Capps                      | Démocrate   | 3 janvier 2013 - 3 janvier 2017     | 113e - 114e | Redécoupage depuis le 23e district et réélue en 2012. Réélue en 2014. Retrait.                                                                                         | 2013–2023 Côte Centrale incluant San Luis Obispo et Santa Barbara   |
| Salud Carbajal                  | Démocrate   | 3 janvier 2017 - en cours           | 115e - 119e | Élu en 2016. Réélu en 2018. Réélu en 2020. Réélu en 2022. Réélu en 2024.                                                                                               | 2013–2023 Côte Centrale incluant San Luis Obispo et Santa Barbara   |
| Salud Carbajal                  | Démocrate   | 3 janvier 2017 - en cours           | 115e - 119e | Élu en 2016. Réélu en 2018. Réélu en 2020. Réélu en 2022. Réélu en 2024.                                                                                               | 2023–en cours                                                       |

|}

## Résultats des récentes élections
Voici les résultats des dix précédents cycles électoraux dans le district.

### 2004
| Élection de 2004 du 24e district congressionnel de Californie | Élection de 2004 du 24e district congressionnel de Californie | Élection de 2004 du 24e district congressionnel de Californie | Élection de 2004 du 24e district congressionnel de Californie | Élection de 2004 du 24e district congressionnel de Californie |
| ------------------------------------------------------------- | ------------------------------------------------------------- | ------------------------------------------------------------- | ------------------------------------------------------------- | ------------------------------------------------------------- |
| Parti                                                         | Parti                                                         | Candidat                                                      | Votes                                                         | %                                                             |
|                                                               | Républicain                                                   | Elton Gallegly (en) (sortant)                                 | 178 660                                                       | 62,9                                                          |
|                                                               | Démocrate                                                     | Brett Wagner                                                  | 96 397                                                        | 33,9                                                          |
|                                                               | Vert                                                          | Stuart A. Bechman                                             | 9321                                                          | 3,2                                                           |
| Total des votes                                               | Total des votes                                               | Total des votes                                               | 284 378                                                       | 100%                                                          |
|                                                               | Les Républicains conservent                                   |                                                               |                                                               |                                                               |

### 2006
| Élection de 2006 du 24e district congressionnel de Californie | Élection de 2006 du 24e district congressionnel de Californie | Élection de 2006 du 24e district congressionnel de Californie | Élection de 2006 du 24e district congressionnel de Californie | Élection de 2006 du 24e district congressionnel de Californie |
| ------------------------------------------------------------- | ------------------------------------------------------------- | ------------------------------------------------------------- | ------------------------------------------------------------- | ------------------------------------------------------------- |
| Parti                                                         | Parti                                                         | Candidat                                                      | Votes                                                         | %                                                             |
|                                                               | Républicain                                                   | Elton Gallegly (en) (sortant)                                 | 129 812                                                       | 62,1                                                          |
|                                                               | Démocrate                                                     | Jill M. Martinez                                              | 79 461                                                        | 37,9                                                          |
|                                                               | Write-in                                                      | Michael Kurt Stettler                                         | 16                                                            | 0,0                                                           |
|                                                               | Write-in                                                      | Henry Nicolle                                                 | 3                                                             | 0,0                                                           |
| Total des votes                                               | Total des votes                                               | Total des votes                                               | 209 292                                                       | 100%                                                          |
|                                                               | Les Républicains conservent                                   |                                                               |                                                               |                                                               |

### 2008
| Élection de 2008 du 24e district congressionnel de Californie | Élection de 2008 du 24e district congressionnel de Californie | Élection de 2008 du 24e district congressionnel de Californie | Élection de 2008 du 24e district congressionnel de Californie | Élection de 2008 du 24e district congressionnel de Californie |
| ------------------------------------------------------------- | ------------------------------------------------------------- | ------------------------------------------------------------- | ------------------------------------------------------------- | ------------------------------------------------------------- |
| Parti                                                         | Parti                                                         | Candidat                                                      | Votes                                                         | %                                                             |
|                                                               | Républicain                                                   | Elton Gallegly (en) (sortant)                                 | 174 492                                                       | 58,20                                                         |
|                                                               | Démocrate                                                     | Marta Ann Jorgensen                                           | 125 560                                                       | 41,80                                                         |
| Total des votes                                               | Total des votes                                               | Total des votes                                               | 300 052                                                       | 100%                                                          |
|                                                               | Les Républicains conservent                                   |                                                               |                                                               |                                                               |

### 2010
| Élection de 2010 du 24e district congressionnel de Californie | Élection de 2010 du 24e district congressionnel de Californie | Élection de 2010 du 24e district congressionnel de Californie | Élection de 2010 du 24e district congressionnel de Californie | Élection de 2010 du 24e district congressionnel de Californie |
| ------------------------------------------------------------- | ------------------------------------------------------------- | ------------------------------------------------------------- | ------------------------------------------------------------- | ------------------------------------------------------------- |
| Parti                                                         | Parti                                                         | Candidat                                                      | Votes                                                         | %                                                             |
|                                                               | Républicain                                                   | Elton Gallegly (en) (sortant)                                 | 144 055                                                       | 59,94                                                         |
|                                                               | Démocrate                                                     | Timothy J. Allison                                            | 96 279                                                        | 40,06                                                         |
| Total des votes                                               | Total des votes                                               | Total des votes                                               | 240 334                                                       | 100%                                                          |
|                                                               | Les Républicains conservent                                   |                                                               |                                                               |                                                               |

### 2012
| Primaire Jungle de 2012 du 24e district congressionnel de Californie | Primaire Jungle de 2012 du 24e district congressionnel de Californie | Primaire Jungle de 2012 du 24e district congressionnel de Californie | Primaire Jungle de 2012 du 24e district congressionnel de Californie | Primaire Jungle de 2012 du 24e district congressionnel de Californie |
| -------------------------------------------------------------------- | -------------------------------------------------------------------- | -------------------------------------------------------------------- | -------------------------------------------------------------------- | -------------------------------------------------------------------- |
| Parti                                                                | Parti                                                                | Candidat                                                             | Votes                                                                | %                                                                    |
|                                                                      | Démocrate                                                            | Lois Capps (sortant)                                                 | 72 356                                                               | 46,4                                                                 |
|                                                                      | Républicain                                                          | Abel Maldonado                                                       | 46 295                                                               | 29,7                                                                 |
|                                                                      | Républicain                                                          | Chris Mitchum                                                        | 33 604                                                               | 21,5                                                                 |
|                                                                      | Indépendant                                                          | Matt Boutté                                                          | 3832                                                                 | 2,5                                                                  |
| Total des votes                                                      | Total des votes                                                      | Total des votes                                                      | 156 087                                                              | 100%                                                                 |
| Élection de 2012 du 24e district congressionnel de Californie        |                                                                      |                                                                      |                                                                      |                                                                      |
| Parti                                                                | Parti                                                                | Candidat                                                             | Votes                                                                | %                                                                    |
|                                                                      | Démocrate                                                            | Lois Capps (sortant)                                                 | 156 749                                                              | 55,1                                                                 |
|                                                                      | Républicain                                                          | Abel Maldonado                                                       | 127 746                                                              | 44,9                                                                 |
| Total des votes                                                      | Total des votes                                                      | Total des votes                                                      | 284 495                                                              | 100%                                                                 |
|                                                                      | Les Démocrates conservent                                            |                                                                      |                                                                      |                                                                      |

### 2014
| Primaire Jungle de 2014 du 24e district congressionnel de Californie, | Primaire Jungle de 2014 du 24e district congressionnel de Californie, | Primaire Jungle de 2014 du 24e district congressionnel de Californie, | Primaire Jungle de 2014 du 24e district congressionnel de Californie, | Primaire Jungle de 2014 du 24e district congressionnel de Californie, |
| --------------------------------------------------------------------- | --------------------------------------------------------------------- | --------------------------------------------------------------------- | --------------------------------------------------------------------- | --------------------------------------------------------------------- |
| Parti                                                                 | Parti                                                                 | Candidat                                                              | Votes                                                                 | %                                                                     |
|                                                                       | Démocrate                                                             | Lois Capps (sortant)                                                  | 45 482                                                                | 44,5                                                                  |
|                                                                       | Républicain                                                           | Christopher Mitchum                                                   | 15 927                                                                | 15,6                                                                  |
|                                                                       | Républicain                                                           | Justin Donald Fareed                                                  | 15 013                                                                | 14,7                                                                  |
|                                                                       | Républicain                                                           | Dale Francisco                                                        | 12 256                                                                | 12,0                                                                  |
|                                                                       | Républicain                                                           | Bradley Allen                                                         | 6573                                                                  | 6,4                                                                   |
|                                                                       | Démocrate                                                             | Sandra J. Marshall-Eminger                                            | 3675                                                                  | 3,6                                                                   |
|                                                                       | Démocrate                                                             | Paul H. Coyne, Jr.                                                    | 1753                                                                  | 1,7                                                                   |
|                                                                       | Indépendant                                                           | Steve Isakson                                                         | 947                                                                   | 0,9                                                                   |
|                                                                       | Républicain                                                           | Alexis Stuart                                                         | 527                                                                   | 0,5                                                                   |
| Total des votes                                                       | Total des votes                                                       | Total des votes                                                       | 102 153                                                               | 100%                                                                  |
| Élection de 2014 du 24e district congressionnel de Californie         |                                                                       |                                                                       |                                                                       |                                                                       |
| Parti                                                                 | Parti                                                                 | Candidat                                                              | Votes                                                                 | %                                                                     |
|                                                                       | Démocrate                                                             | Lois Capps (sortant)                                                  | 156 749                                                               | 55,1                                                                  |
|                                                                       | Républicain                                                           | Abel Maldonado                                                        | 127 746                                                               | 44,9                                                                  |
| Total des votes                                                       | Total des votes                                                       | Total des votes                                                       | 284 495                                                               | 100%                                                                  |
|                                                                       | Les Démocrates conservent                                             |                                                                       |                                                                       |                                                                       |

### 2016
| Primaire Jungle de 2016 du 24e district congressionnel de Californie | Primaire Jungle de 2016 du 24e district congressionnel de Californie | Primaire Jungle de 2016 du 24e district congressionnel de Californie | Primaire Jungle de 2016 du 24e district congressionnel de Californie | Primaire Jungle de 2016 du 24e district congressionnel de Californie |
| -------------------------------------------------------------------- | -------------------------------------------------------------------- | -------------------------------------------------------------------- | -------------------------------------------------------------------- | -------------------------------------------------------------------- |
| Parti                                                                | Parti                                                                | Candidat                                                             | Votes                                                                | %                                                                    |
|                                                                      | Démocrate                                                            | Salud Carbajal                                                       | 66 402                                                               | 31,9                                                                 |
|                                                                      | Républicain                                                          | Justin Fareed                                                        | 42 521                                                               | 20,5                                                                 |
|                                                                      | Républicain                                                          | Katcho Achadjian                                                     | 37 761                                                               | 18,1                                                                 |
|                                                                      | Démocrate                                                            | Halene Schneider                                                     | 31 046                                                               | 14,9                                                                 |
|                                                                      | Démocrate                                                            | William "Bill" Ostrander                                             | 12 657                                                               | 6,1                                                                  |
|                                                                      | Républicain                                                          | Matt T Kokkonen                                                      | 11 636                                                               | 5,6                                                                  |
|                                                                      | Indépendant                                                          | John Uebersax                                                        | 2188                                                                 | 1,1                                                                  |
|                                                                      | Indépendant                                                          | Steve Isakson                                                        | 2172                                                                 | 1,0                                                                  |
|                                                                      | Démocrate                                                            | Benjamin Lucas                                                       | 1568                                                                 | 0,8                                                                  |
| Total des votes                                                      | Total des votes                                                      | Total des votes                                                      | 207 906                                                              | 100%                                                                 |
| Élection de 2016 du 24e district congressionnel de Californie        |                                                                      |                                                                      |                                                                      |                                                                      |
| Parti                                                                | Parti                                                                | Candidat                                                             | Votes                                                                | %                                                                    |
|                                                                      | Démocrate                                                            | Salud Carbajal                                                       | 166 034                                                              | 53,4                                                                 |
|                                                                      | Républicain                                                          | Justin Fareed                                                        | 144 780                                                              | 46,6                                                                 |
| Total des votes                                                      | Total des votes                                                      | Total des votes                                                      | 310 814                                                              | 100%                                                                 |
|                                                                      | Les Démocrates conservent                                            |                                                                      |                                                                      |                                                                      |

### 2018
| Primaire Jungle de 2018 du 24e district congressionnel de Californie | Primaire Jungle de 2018 du 24e district congressionnel de Californie | Primaire Jungle de 2018 du 24e district congressionnel de Californie | Primaire Jungle de 2018 du 24e district congressionnel de Californie | Primaire Jungle de 2018 du 24e district congressionnel de Californie |
| -------------------------------------------------------------------- | -------------------------------------------------------------------- | -------------------------------------------------------------------- | -------------------------------------------------------------------- | -------------------------------------------------------------------- |
| Parti                                                                | Parti                                                                | Candidat                                                             | Votes                                                                | %                                                                    |
|                                                                      | Démocrate                                                            | Salud Carbajal (sortant)                                             | 94 558                                                               | 53,6                                                                 |
|                                                                      | Républicain                                                          | Justin Fareed                                                        | 64 177                                                               | 36,4                                                                 |
|                                                                      | Républicain                                                          | Michael E. Woody                                                     | 17 715                                                               | 10.0                                                                 |
| Élection de 2018 du 24e district congressionnel de Californie        |                                                                      |                                                                      |                                                                      |                                                                      |
| Parti                                                                | Parti                                                                | Candidat                                                             | Votes                                                                | %                                                                    |
|                                                                      | Démocrate                                                            | Salud Carbajal (sortant)                                             | 166 550                                                              | 58,6                                                                 |
|                                                                      | Républicain                                                          | Justin Fareed                                                        | 117 881                                                              | 41,4                                                                 |
| Total des votes                                                      | Total des votes                                                      | Total des votes                                                      | 284 431                                                              | 100%                                                                 |
|                                                                      | Les Démocrates conservent                                            |                                                                      |                                                                      |                                                                      |

### 2020
| Primaire Jungle de 2020 du 24e district congressionnel de Californie | Primaire Jungle de 2020 du 24e district congressionnel de Californie | Primaire Jungle de 2020 du 24e district congressionnel de Californie | Primaire Jungle de 2020 du 24e district congressionnel de Californie | Primaire Jungle de 2020 du 24e district congressionnel de Californie |
| -------------------------------------------------------------------- | -------------------------------------------------------------------- | -------------------------------------------------------------------- | -------------------------------------------------------------------- | -------------------------------------------------------------------- |
| Parti                                                                | Parti                                                                | Candidat                                                             | Votes                                                                | %                                                                    |
|                                                                      | Démocrate                                                            | Salud Carbajal (sortant)                                             | 139 973                                                              | 57,8                                                                 |
|                                                                      | Républicain                                                          | Andy Caldwell                                                        | 92 537                                                               | 38,2                                                                 |
|                                                                      | Indépendant                                                          | Kenneth Young                                                        | 9650                                                                 | 4,0                                                                  |
| Élection de 2020 du 24e district congressionnel de Californie        |                                                                      |                                                                      |                                                                      |                                                                      |
| Parti                                                                | Parti                                                                | Candidat                                                             | Votes                                                                | %                                                                    |
|                                                                      | Démocrate                                                            | Salud Carbajal (sortant)                                             | 212 564                                                              | 58,7                                                                 |
|                                                                      | Républicain                                                          | Andy Caldwell                                                        | 149 781                                                              | 41,3                                                                 |
| Total des votes                                                      | Total des votes                                                      | Total des votes                                                      | 362 345                                                              | 100%                                                                 |
|                                                                      | Les Démocrates conservent                                            |                                                                      |                                                                      |                                                                      |

### 2022
La Californie a tenu sa Primaire Jungle le 7 juin 2022, selon ce système de Primaire, tous les candidats sont sur le même bulletin de vote, et les deux arrivés en tête s'affronteront le jour de l'Élection Générale, à savoir le 8 novembre 2022.
| Primaire Jungle 2022 du 24e district congressionnel de Californie | Primaire Jungle 2022 du 24e district congressionnel de Californie | Primaire Jungle 2022 du 24e district congressionnel de Californie | Primaire Jungle 2022 du 24e district congressionnel de Californie | Primaire Jungle 2022 du 24e district congressionnel de Californie |
| ----------------------------------------------------------------- | ----------------------------------------------------------------- | ----------------------------------------------------------------- | ----------------------------------------------------------------- | ----------------------------------------------------------------- |
| Parti                                                             | Parti                                                             | Candidat                                                          | Votes                                                             | %                                                                 |
|                                                                   | Démocrate                                                         | Salud Carbajal (sortant)                                          | 111 199                                                           | 60,0                                                              |
|                                                                   | Républicain                                                       | Brad Allen                                                        | 57 532                                                            | 31,0                                                              |
|                                                                   | Indépendant                                                       | Michele Weslander Quaid                                           | 13 880                                                            | 7,5                                                               |
|                                                                   | Indépendant                                                       | Jeff Frankenfield                                                 | 2732                                                              | 1,5                                                               |

| Élection de 2022 du 24e district congressionnel de Californie | Élection de 2022 du 24e district congressionnel de Californie | Élection de 2022 du 24e district congressionnel de Californie | Élection de 2022 du 24e district congressionnel de Californie | Élection de 2022 du 24e district congressionnel de Californie |
| ------------------------------------------------------------- | ------------------------------------------------------------- | ------------------------------------------------------------- | ------------------------------------------------------------- | ------------------------------------------------------------- |
| Parti                                                         | Parti                                                         | Candidat                                                      | Votes                                                         | %                                                             |
|                                                               | Démocrate                                                     | Salud Carbajal (sortant)                                      | 159 019                                                       | 60,6                                                          |
|                                                               | Républicain                                                   | Brad Allen                                                    | 103 533                                                       | 39,4                                                          |
| Total des votes                                               | Total des votes                                               | Total des votes                                               | 262 552                                                       | 100%                                                          |
|                                                               | Les Démocrates conservent                                     |                                                               |                                                               |                                                               |

### 2024
La Californie a tenu sa Primaire Jungle le 5 mars 2024, selon ce système de Primaire, tous les candidats sont sur le même bulletin de vote, et les deux arrivés en tête s'affronteront le jour de l'Élection Générale, à savoir le 5 novembre 2024.
| Primaire Jungle 2024 du 24e district congressionnel de Californie | Primaire Jungle 2024 du 24e district congressionnel de Californie | Primaire Jungle 2024 du 24e district congressionnel de Californie | Primaire Jungle 2024 du 24e district congressionnel de Californie | Primaire Jungle 2024 du 24e district congressionnel de Californie |
| ----------------------------------------------------------------- | ----------------------------------------------------------------- | ----------------------------------------------------------------- | ----------------------------------------------------------------- | ----------------------------------------------------------------- |
| Parti                                                             | Parti                                                             | Candidat                                                          | Votes                                                             | %                                                                 |
|                                                                   | Démocrate                                                         | Salud Carbajal (sortant)                                          | 102 516                                                           | 53,7                                                              |
|                                                                   | Républicain                                                       | Thomas Cole                                                       | 71 089                                                            | 37,2                                                              |
|                                                                   | Démocrate                                                         | Helena Pasquarella                                                | 17 293                                                            | 9,1                                                               |

| Élection de 2024 du 24e district congressionnel de Californie | Élection de 2024 du 24e district congressionnel de Californie | Élection de 2024 du 24e district congressionnel de Californie | Élection de 2024 du 24e district congressionnel de Californie | Élection de 2024 du 24e district congressionnel de Californie |
| ------------------------------------------------------------- | ------------------------------------------------------------- | ------------------------------------------------------------- | ------------------------------------------------------------- | ------------------------------------------------------------- |
| Parti                                                         | Parti                                                         | Candidat                                                      | Votes                                                         | %                                                             |
|                                                               | Démocrate                                                     | Salud Carbajal (sortant)                                      | TBD                                                           | TBD                                                           |
|                                                               | Républicain                                                   | Thomas Cole                                                   | TBD                                                           | TBD                                                           |
| Total des votes                                               | Total des votes                                               | Total des votes                                               | TBD                                                           | 100%                                                          |
|                                                               |                                                               |                                                               |                                                               |                                                               |